# Ultimate frisbee

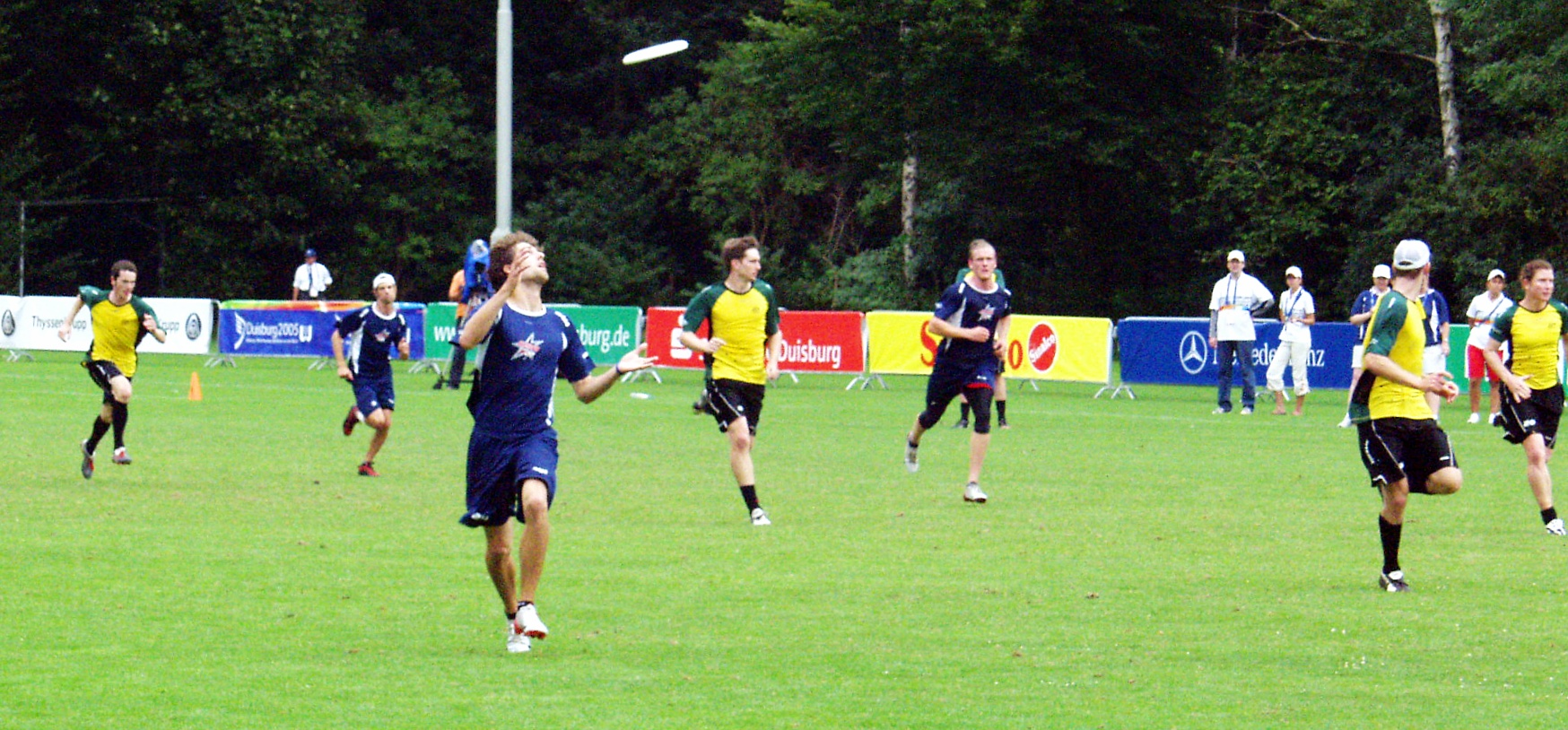
Spelers van ultimate frisbee

Ultimate frisbee of simpelweg ultimate is een niet-contact-teamsport die zowel binnen als buiten gespeeld kan worden. Hoewel "frisbee" nog vaak wordt gebruikt om de naam van het spel aan te duiden, is het een trademark naam van de Wham-O toy company. Het spel werd origineel in 1968 ontwikkeld door AJ Gator in Maplewood (New Jersey, VS).
Het doel van het spel is om de disc in de tegenoverliggende eindzone te passen naar een teamgenoot. Zolang de werper de disc vastheeft, mag hij wel pivoteren maar niet verplaatsen. Als een pass niet toekomt bij een teamgenoot (laten vallen, buiten gevangen, onderschept door de verdediger, etc.) wordt het verdedigende team de aanvallende ploeg. Binnen in de zaal speelt men 5-tegen-5 net als buiten op het strand, maar outdoor op gras 7-tegen-7. De grasvariant wordt in de hele wereld veruit het meeste gespeeld. Het voornaamste verschil met andere teamsporten is de focus op "Spirit of the Game", wat onder andere betekent dat het spel - zelfs op het internationale niveau - zonder scheidsrechter wordt gespeeld.

## Verloop van het spel
Na een afworp of 'pull' van de verdedigende ploeg vanuit hun zone is het voor de aanvallers de bedoeling de frisbee in de eindzone van de tegenpartij te vangen. Spelers mogen niet lopen met de frisbee en zullen dus naar elkaar passend het veld moeten oversteken. Zij mogen de frisbee maximaal 8 (binnen) of 10 (buiten) seconden vasthouden en die seconden worden hardop afgeteld door de directe verdediger van de schijfbezitter. Er is geen lichamelijk contact toegestaan. Verdedigers proberen de frisbee te onderscheppen, of tegen de grond of buiten het veld te slaan. In dat geval wisselt het schijfbezit en wordt de verdedigende ploeg meteen de aanvallende partij die in de eindzone van de tegenstander probeert te scoren. Dit wisselen van schijfbezit kan binnen een punt zelfs een aantal keer gebeuren, zeker als er veel wind staat waardoor het wedstrijdverloop aardig kan worden verstoord. Er kan ook worden gescoord met slechts één verre worp na het ontvangen van de pull. 

### Aanval
Het aanvallende team kan op veel verschillende manieren haar aanval beginnen, maar wereldwijd wordt vooral gebruik gemaakt van drie verschillende opstellingen, namelijk de vertical stack, de horizontal stack of de side stack. Hierbij vormt de stack een soort lijn van spelers van waaruit deze cutters moeten vrijlopen en zich aanbieden aan de speler met de schijf, de handler.

### Verdediging
Net als bij veel andere teamsporten kan de verdedigende ploeg gebruik maken van persoonlijke verdedigers, zoneverdediging of een combinatie van de twee. Het doel is verhinderen dat de aanvallers succesvol een pas kunnen geven. De belangrijkste regel bij verdedigen is dat contact niet is toegestaan. Verder is slechts één verdediger binnen een straal van 3m van de werper toegelaten.
De belangrijkste les die een verdedigende spelers moet leren, is dat verdedigen een team-effort is. Wanneer één iemand zich niet aan de verdedigende strategie houdt, valt die meestal volledig in elkaar.

### Wedstrijd
Een officiële ultimatewedstrijd duurt (outdoor) honderd minuten inclusief een halftime pauze van zeven minuten. Maar de wedstrijd stopt ook als een van beide partijen vijftien punten heeft gescoord. Elke ploeg heeft recht op twee timeouts per helft en na een goal mogen alle zeven spelers worden gewisseld. Teams bestaan dan meestal ook uit tien tot twintig spelers, internationaal zelfs uit nog meer. 
Ultimate is het ultieme voorbeeld van fairplay, er is namelijk geen scheidsrechter en de spelers zijn dus zelf verantwoordelijk voor het goede spelverloop. Die fairplay heet binnen de frisbeesport 'Spirit of the Game' en is het eerste artikel van de spelregels die alle spelers eigenlijk uit hun hoofd moeten leren. Spirit of the Game of SotG betekent dat een speler het veld op stapt met weliswaar de intentie om te winnen, maar nooit ten koste van de spelregels of de sportiviteit.

## Werp-en vangtechniek
Er zijn voor zowel werpen als vangen geen strikte regels. Er zijn wel een aantal best-practices.
Een disc wordt als gevangen beschouwd als de speler de spin van de disc kan stoppen (controle heeft over de disc). Dit kan zowel met één als met twee handen. Vangen met twee handen wordt altijd aangeraden indien mogelijk. Bij een pas die te ver links/rechts of te hoog vliegt om met twee handen te vangen, wordt vaak met één hand gevangen. Het vangen zelf kan zowel in de loop, in de lucht of al duikend. De vanger moet de disc onder controle hebben (voor de speler en/of de disc de grond raakt) en binnen het speelveld landen om geldig te vangen.
Bij het werpen zijn de backhand en forehand de twee meest voorkomende worpen. Andere mogelijkheden zijn o.a. hammer, scoober, push-pass en off-hand throws. Er zijn geen vereisten aan welke worp of hoe die moet worden gegooid. Het is echter heel waarschijnlijk dat de verdediger door diens positie de werper zal "dwingen" een bepaalde worp uit te voeren.
Een pas kan zowel kort als ver (ook wel huck genaamd) worden gegooid, met variatie in richting, snelheid en hoogte. Afhankelijk van de aanvallende strategie en verdedigers op het veld kan een pas recht, outside-in (OI) of inside-out (IO) worden gegooid. Met outside-in wordt een pas bedoeld die een boog maakt die start weg van de werper om dan in een halve cirkelvorm te vliegen. Met inside-out wordt de tegengestelde halve cirkel bedoeld.

## Disc
De frisbees die in ultimate worden gebruikt wegen 175 gram en hebben een diameter van 27,5 cm. Plastic schijven voor recreatief gebruik werden na 1948 ontwikkeld door Walter Frederick Morrison en de sport ultimate werd in 1968 in Maplewood (VS) door drie scholieren bedacht. Oorspronkelijk werd het gespeeld met frisbee's van het bedrijf Wham-O, maar inmiddels zijn er diverse discs die zijn goedgekeurd door de WFDF (World Flying Disc Federation) en de EUF (European Ultimate Federation) als officiële wedstrijdschijf. Die zijn van de merken Discraft, Eurodisc, Aria, Daredevil, 
X-Com en Yikun, maar over de hele wereld worden nog steeds vooral de Discraft-schijven gebruikt.

## Spelers & verenigingen
Er zijn inmiddels in meer dan vijfentachtig landen nationale bonden en clubs voor ultimate en/of andere frisbeesporten. Wereldwijd spelen ongeveer zes miljoen mensen regelmatig ultimate, waarvan zo'n negentig procent in Noord-Amerika. Er zijn veel internationale competities waarvan voor ultimate de World Games, het kleine broertje van de Olympische Spelen, het hoogst haalbare is. Tijdens de World Games in 2022 in Birmingham (VS) zullen de beste acht Mixed landenploegen hun opwachting maken. De daaraan voorafgaande wereldkampioenschappen van 2021 zullen plaatsvinden in Nederland, in Leeuwarden. Die WK in de divisies Dames, Heren en Mixed zullen worden bezocht door 2200 tot 2500 sporters van ongeveer honderd nationale landenteams van over de hele wereld.
De Nederlandse Frisbee Bond heeft inmiddels ongeveer 1750 leden verdeeld over ruim 30 verenigingen en bestaat sinds 1979. Daar zitten trouwens ook ongeveer 100 disc golfers bij, de andere tak van de NFB. Belgian Ultimate heeft zo'n 1900 leden verdeeld over meer dan 30 clubs.